# Karl Teichmann
Karl Teichmann, avstro-ogrski podčastnik, vojaški pilot in letalski as, * 1897, Rabersdorf, Šlezija, † 1927, Graz.
Feldwebel Teichmann je v svoji vojaški službi dosegel 5 zračnih zmag.

## Življenjepis
Med prvo svetovno vojno je bil pripadnik Flik 14J, Flik 42J in Flik 60J.
Leta 1915 se je pridružil Avstro-ogrski vojski. Sprva je bil dodeljen pehotnemu polku, a je bil nato februarja 1916 premeščen k Flik 5 na vzhodno fronto. Maja 1917 je končal letalsko šolanje in bil dodeljen Flik 42J. Potem, ko je v tej enoti dosegel 3 zračne zmage, je bil prerazporejen v Flik 60J, kjer je dosegel le eno zračno zmago. Pozneje je bil premeščen k Flik 14J, kjer je avgusta 1918 dosegel svojo zadnjo, peto, zračno zmago.

## Odlikovanja
- medalja za hrabrost (1 zlata in 2 srebrni)